# Ширяево (Раменский район)
Ширя́ево — деревня в Раменском муниципальном районе Московской области. Входит в состав сельского поселения Константиновское. Население — 15 чел. (2010).

## Название
Название связано с некалендарным личным именем Ширяй.

## География
Деревня Ширяево расположена в западной части Раменского района, примерно в 16 км к юго-западу от города Раменское. Высота над уровнем моря 140 м. В 1 км к востоку от деревни протекает река Нищенка. В деревне 4 улицы — Березки, Васильковая, Луговая и Центральная; приписана одна территория и 4 СНТ. Ближайшие населённые пункты — деревни Сельцо и Кочина Гора.

## История
В 1926 году деревня являлась центром Ширяевского сельсовета Салтыковской волости Бронницкого уезда Московской губернии.
С 1929 года — населённый пункт в составе Бронницкого района Коломенского округа Московской области. 3 июня 1959 года Бронницкий район был упразднён, деревня передана в Люберецкий район. С 1960 года в составе Раменского района.
До муниципальной реформы 2006 года деревня входила в состав Константиновского сельского округа Раменского района.

## Население
| 1926 | 2002 | 2010 |
| ---- | ---- | ---- |
| 156  | ↘14  | ↗15  |

В 1926 году в деревне проживало 156 человек (65 мужчин, 91 женщина), насчитывалось 37 хозяйств, из которых 36 было крестьянских. По переписи 2002 года — 14 человек (8 мужчин, 6 женщин).